# Musculus serratus posterior inferior

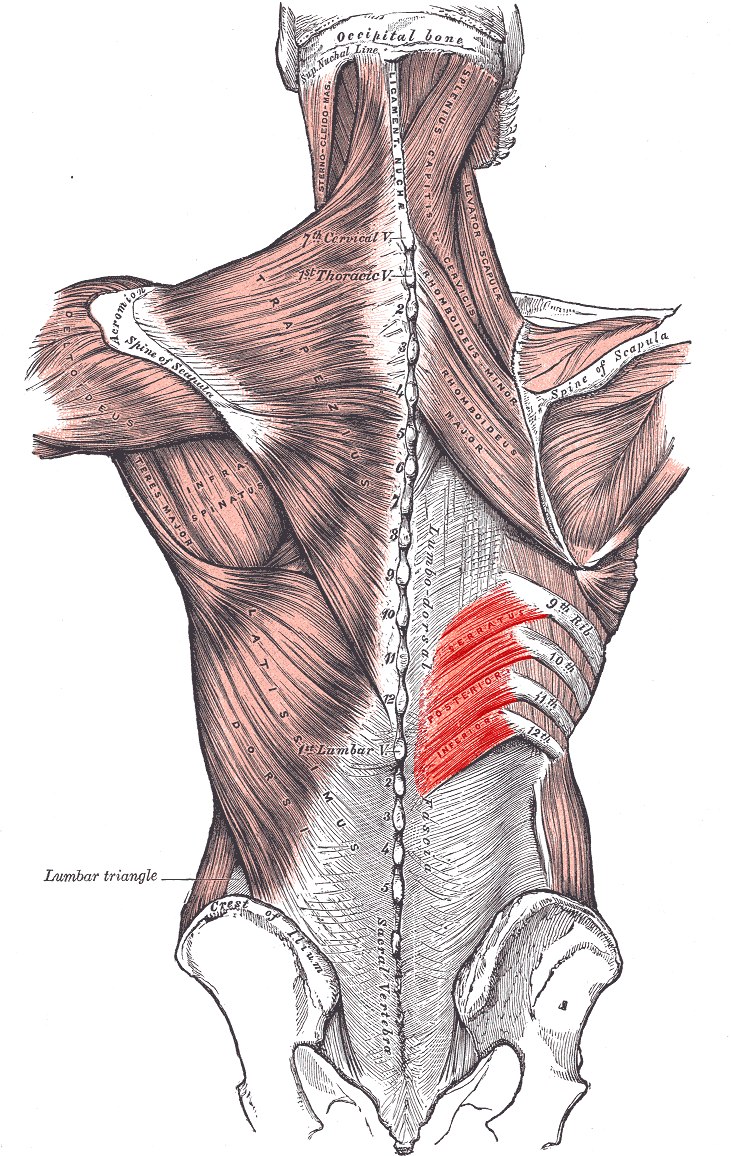
A hát izmai (a vörössel jelölt izom a serratus posterior inferior)

A musculus serratus posterior inferior egy izom az ember hátában.

## Eredés, tapadás, elhelyezkedés
A XI. hátcsigolya és a II. ágyéki csigolya között ered a ligamentum supraspinale-ról és a processus spinosus vertebrae-ről. A IX. és a XII. közötti bordáknak az alsó felszínén tapad.

## Funkció
Süllyeszti az alsó bordákat. Segít a kilégzésben.

## Beidegzés, vérellátás
A nervus intercostalis idegzi be és az arteria intercostalis látja el vérrel.

## Külső hivatkozások
- leírás[halott link]
- Kép
- Kép